# 조철희
조철희(1995년 1월 4일 ~ )은 대한민국의 남자 배구 선수이며, 안산 OK저축은행 러시앤캐시의 선수이다. 2017-2018 신인 드래프트에서 전체 27순위로 안산 OK저축은행 러시앤캐시에 입단하였다.

## 안산 OK저축은행 러시앤캐시시절

### 2017-2018시즌
2017-2018 신인드래프트에서 전체 24순위로 안산 OK저축은행 러시앤캐시에 지명되었다.

## 에피소드
- 조선대학교 재학 시절 팀 주장을 맡아 활약하였다.